# Nokia Pop-Port

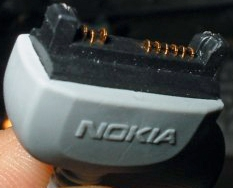
Conector Pop-Port de un headset Nokia HS-5 original.

La interfaz Pop-Port es un puerto para accesorios, disponible en varios modelos de teléfonos móviles Nokia. El puerto consiste en un perno de metal en cada extremo, y una franja de plástico que contiene trece contactos.
El puerto permite la comunicación entre varios accesorios, como manos libres, parlantes stereo, FBus Rx/Tx o señales USB, producir energía para alimentar a los accesorios que no poseen sus propias baterías, y Accessory Control Interface (ACI), un bus serie bidireccional de control para la conexón y autentificación de accesorios del teléfono. También es usado para actualizar el software de algunos modelos de teléfonos (que poseen esa funcionalidad), usando un cable de datos USB específico, y un software específico.
A partir de 2007 y 2008, los nuevos modelos de teléfonos móviles fabricados por Nokia dejaron de incluir el puerto Pop-Port, el cual fue reemplazado por el mini-USB o micro-USB para transferencia de datos.

## Adaptadores Pop-Port disponibles
- Cámara
- Radio FM
- Headphones
- Cable USB
- Flash
- Cable RJ-45 (CA-41)
- Kit para autos